# Anna Maria Jacobini
Anna Maria Jacobini (Roma, 27 febbraio 1958 – Cracovia, 29 luglio 2016) è stata una giornalista italiana.

## Biografia
Lavorò come inviata in Vaticano  per i programmi A Sua immagine e La vita in diretta di Rai 1, per i quali curava servizi giornalistici riguardanti il Papa.
Morì di infarto a Cracovia mentre seguiva la Giornata mondiale della gioventù 2016 come inviata per La vita in diretta.